# Kościół św. Wawrzyńca w Bielowicku
Kościół św. Wawrzyńca w Bielowicku – zabytkowy kościół katolicki znajdujący się w Bielowicku na Śląsku Cieszyńskim. Jest kościołem parafialnym (parafia św. Wawrzyńca) i należy do diecezji bielsko-żywieckiej (dekanat Jasienica). Drewniana świątynia powstała w 1541 r.
Kościół znajduje się na Szlaku Architektury Drewnianej województwa śląskiego w pętli pszczyńskiej.

## Historia
Parafia katolicka w Bielowicku istniała już w XVI wieku. W okresie reformacji miejscowy kościół był świątynią luterańską. Po powrocie świątyni w 1652 r. do katolików, nie przywrócono we wsi odrębnej parafii, tworząc filię parafii w Skoczowie, a od roku 1785 – w Grodźcu.
Dotychczas powszechnie uważano, iż budowa obecnego kościoła została zakończona w 1701 r., jednak w trakcie badań dendrochronologicznych przeprowadzonych w 2009 r. jednoznacznie ustalono, że kościół powstał w 1541 r. Ponadto stwierdzono, że prezbiterium pierwotnie przykryte było płaskim pułapem, a obecna kolebka pozorna pochodzi z czasu remontu świątyni w 1773 r. Niewyjaśnioną kwestią pozostaje określenie czasu budowy wieżyczki dzwonnej nad nawą, ponieważ drewno z tej konstrukcji nie nadawało się do analizy dendrochronologicznej. Zapewne rekonsekracji kościoła dokonano w 1701 r.
Od 1756 r., kiedy miał miejsce tragiczny w skutkach pożar Skoczowa, bielowicki kościół jest celem pielgrzymek mieszkańców miasta na coroczny odpust 10 sierpnia (św. Wawrzyniec jest patronem ochrony przed pożarami). Wypełniają oni w ten sposób ślubowanie złożone po pamiętnym pożarze i zanoszą prośby do świętego o opiekę nad ich miastem.
W 1950 r. miały miejsce szerokie prace restauracyjno-konserwatorskie. Trzydzieści lat później (1980 r.) ponownie erygowano we wsi parafię katolicką.

## Architektura
Jest to świątynia orientowana, o konstrukcji zrębowej postawiona na kamiennej podmurówce, oszalowana gontem. Posiada prostokątną nawę i węższe od nawy trójbocznie zamknięte prezbiterium, do którego od północy przylega prostokątna zakrystia. Przy południowej części nawy znajduje się kwadratowa kruchta z wejściem mającym drewniany, fazowany portal oraz drzwi z XVIII-wiecznymi okuciami. Portal zachodni jest fazowany, koszowy z drzwiami także wyposażonymi w XVIII-wieczne okucia, z kolei portal usytuowany pomiędzy prezbiterium a zakrystią jest fazowany, segmentowy. Wieża słupowa jest kwadratowa, zwieńczona niewielką kopułą obitą gontem i wyciętymi koronkowo okapnikami. Cały kościół otaczają obite deskami soboty (wyższe po zachodniej stronie, gdzie są osłonięte pulpitowym, gontowym dachem). Dachy są dwuspadowe, pokryte gontem.
Kościół otacza cmentarz parafialny. Przed świątynią znajduje się kamienny krucyfiks oraz statua Jezusa na kolumnie z tablicą fundacyjną Kółka Rolniczego z 1997 r. Nieopodal wzniesiono kamienny ołtarz polowy z drewnianym zadaszeniem w kształcie szałasu. Przy drodze prowadzącej do kościoła znajduje się biały kamienny krzyż z roku 1902.

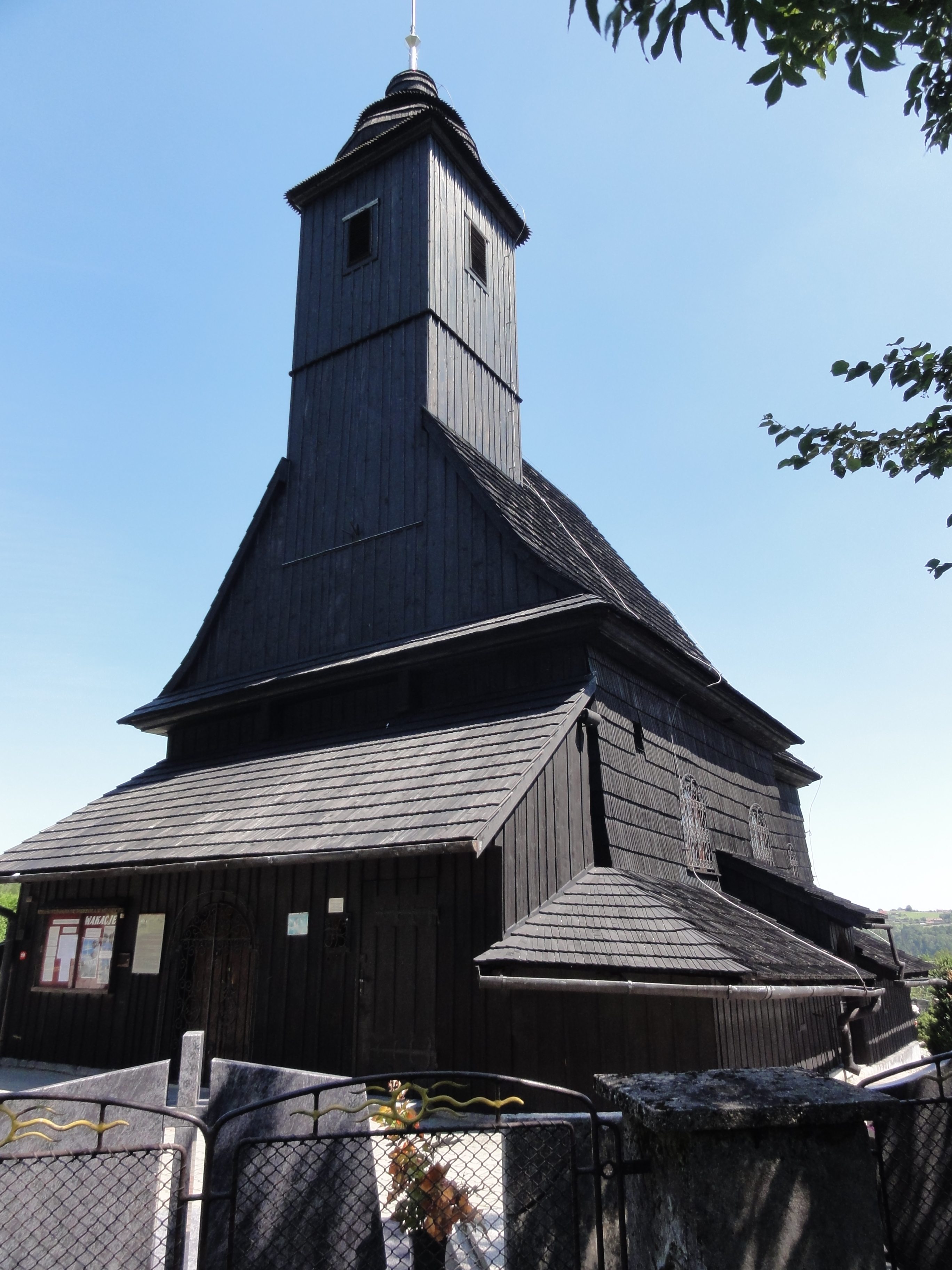
Fasada kościoła
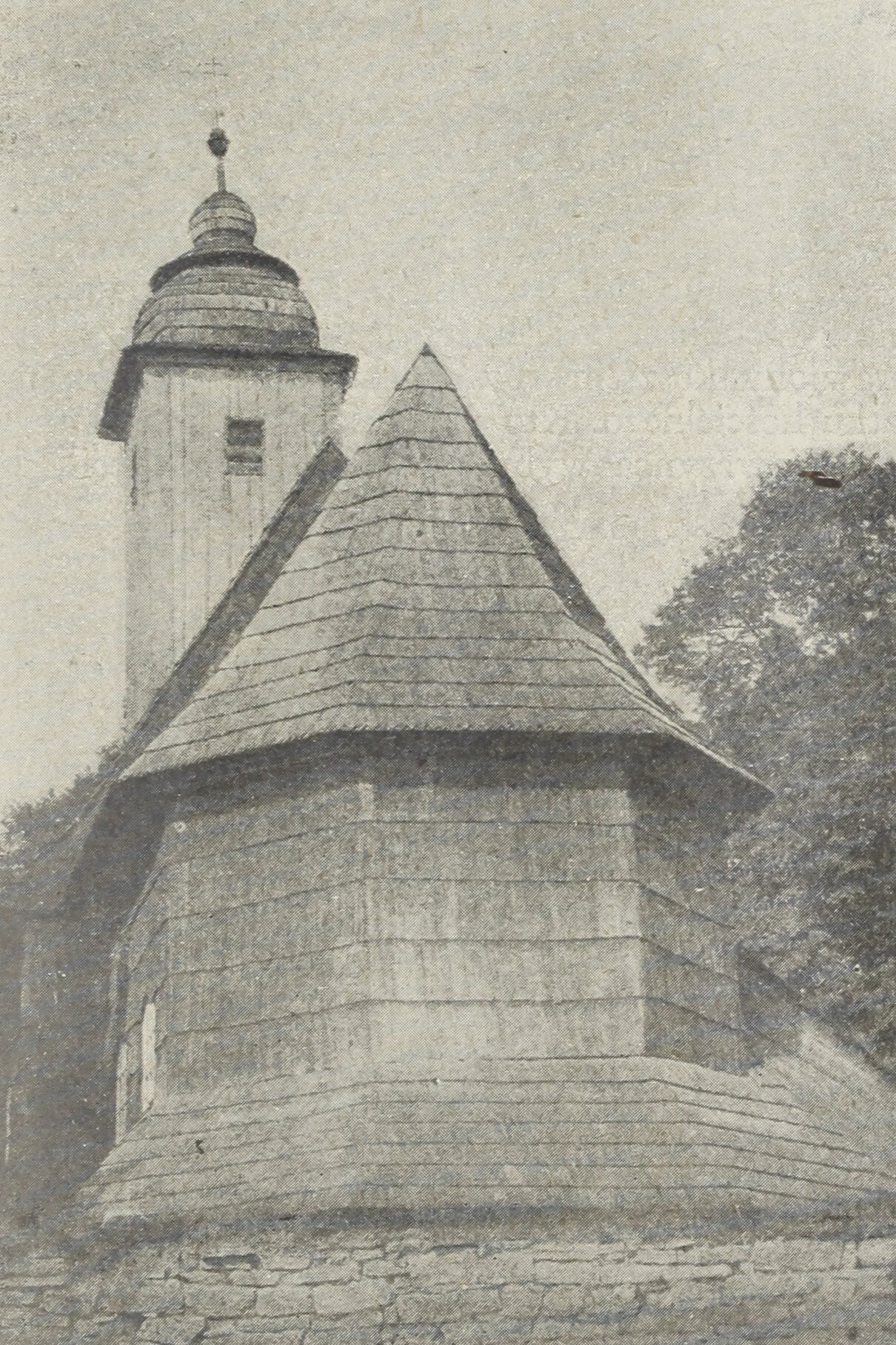
Kościół przed 1932

## Wnętrza

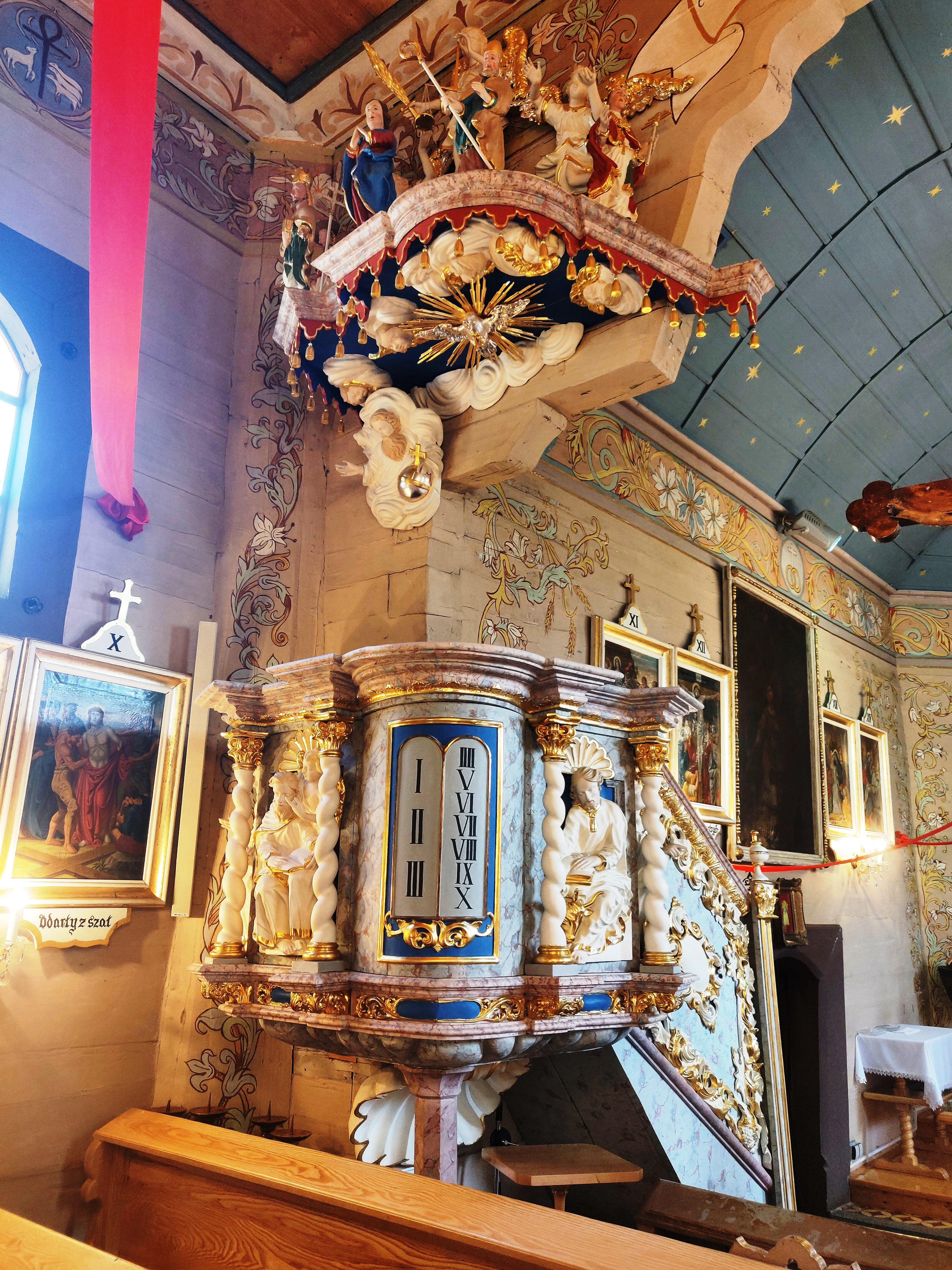
Ambona z 1701 r.

Najcenniejszym elementem wyposażenia jest tryptyk ołtarzowy, w centralnej części którego znajduje się scena tzw. Sacra Conversazione (święta rozmowa), z przedstawieniem Maryi w towarzystwie św. Piotra i św. Wawrzyńca, natomiast na skrzydłach umieszczono wizerunki św. Katarzyny i św. Barbary. Być może tryptyk należy do pierwotnego wyposażenia kościoła z czasu jego budowy w 1541 r..
Równie cenna jest barokowa ambona z 1701 r. z ornamentem i rzeźbionymi wizerunkami czterech ewangelistów, przykryta baldachimem z figurkami aniołów w zwieńczeniu.
Inne zabytkowe elementy wnętrza to: XVIII-wieczne, późnobarokowe obrazy Matki Boskiej Różańcowej z piętnastoma scenami z życia Maryi i Jezusa, wizerunki św. Dominika, św. Klary, św. Jana Nepomucena i św. Jana Kantego, czternaście stacji drogi krzyżowej z tego samego okresu wykonanych w typie ludowe, komplet XIX-wiecznych ławek oraz trzy żyrandole z połowy XVIII w. – dwa kryształowe i jeden drewniany. Łuk tęczowy posiada profilowane, asymetryczne wykroje, natomiast wsparty na dwóch słupach chór muzyczny ma zaokrąglony występ w części środkowej.